# 怒りの用心棒
『怒りの用心棒』（いかりのようじんぼう、原題：Il prezzo del potere）は、1969年制作のマカロニ・ウェスタン。
ケネディ大統領暗殺事件とガーフィールド大統領暗殺事件をベースに制作された。トニーノ・ヴァレリ監督、ジュリアーノ・ジェンマ主演。
日本では劇場未公開で、日本でのテレビ放映タイトル及びビデオタイトルは『復讐のダラス』、別ビデオタイトルは『ダラス・ブリット/怒りと復讐の果て』。

## あらすじ
南北戦争終結直後の1881年、時のアメリカ合衆国大統領ガーフィールドはテキサス州ダラスを訪れる。だが、奴隷解放を訴える彼の訪問は一部の保守派からは快く思われていなかった。そして、街中をパレード中に大統領は何者かに狙撃され、暗殺されてしまう。
容疑者として逮捕されたのは黒人青年のジャックだったが、それは全くの濡れ衣であり、彼は暗殺犯の汚名を着せられたまま惨殺されてしまう。南北戦争時にジャックの戦友だったビルは彼の無実を信じ、真相を解明しようと奔走する。
そして、事件の背後に地元右翼の大物ピンカートンや、南軍崩れのならず者ウォレスらが暗躍していることを突き止める。さらにウォレスらが父の仇であることを知ったビルは、父とジャックの復讐のため彼らに闘いを挑む。

## キャスト
| 役名                         | 俳優                     | 日本語吹替 | 日本語吹替   | 日本語吹替 |
| 役名                         | 俳優                     | NET版      | 日本テレビ版 |            |
| ---------------------------- | ------------------------ | ---------- | ------------ | ---------- |
| ビル・ウィラー               | ジュリアーノ・ジェンマ   | 野沢那智   | 松橋登       |            |
| アーサー・マクドナルド       | ウォーレン・ヴァンダース |            | 小林勝彦     |            |
| ルクレティア・ガーフィールド | マリア・クアドラ         |            |              |            |
| ピンカートン                 | フェルナンド・レイ       |            |              |            |
| ジェームズ・ガーフィールド   | ヴァン・ジョンソン       |            |              |            |
| ジャック・ドノヴァン         | レイ・ソーンダース       |            |              |            |
| ジェファーソン保安官         | ベニート・ステファネッリ |            |              |            |
| ウィラー氏                   | アントニオ・カサス       |            |              |            |
| ウォレス                     | マイケル・ハーヴェイ     |            |              |            |
| ニック                       | マヌエル・サルソ         |            |              |            |
| チェスター・A・アーサー      | ホセ・スアレス           |            |              |            |

※テレビ放映：NET版「土曜映画劇場」1973年2月24日 放映タイトル『復讐のダラス』、日本テレビ版「水曜ロードショー」1978年8月9日